# فلورانس امگبمی
فلورانس امگبمی (انگلیسی: Florence Omagbemi؛ زادهٔ ۲ فوریهٔ ۱۹۷۵) بازیکن فوتبال اهل نیجریه است.
وی همچنین در تیم ملی فوتبال زنان نیجریه بازی کرده‌است.